# Vockebach
Der Vockebach ist mit etwa 11,8 km Fließstrecke der längste und zugleich ein nördlicher und orographisch rechter Zufluss der Pfieffe im Osthessischen Bergland in den nordhessischen Kreisen Werra-Meißner und Schwalm-Eder, Deutschland.
Sein Einzugsgebiet umfasst 19,833 km².

## Name
Der Bach wird im Jahr 1325 („Vockenbach“) erstmals schriftlich erwähnt. Der Name leitet sich von einem Personennamen Focko ab.

## Verlauf
Der Vockebach entspringt im Westteil des Werra-Meißner-Kreises im Fulda-Werra-Bergland, einem Teil des Osthessischen Berglands. Seine Quelle liegt im äußersten Norden des Stölzinger Gebirges an der Nordostflanke des 583 m ü. NHN hohen Eisbergs auf rund 505 m Höhe.
Anfangs fließt der Vockebach nach Norden, die Großen Steine (ca. 520 m) westlich passierend, ein Stück entlang des Barbarossawegs nach Reichenbach, einem südöstlichen Stadtteil von Hessisch Lichtenau. Dann verläuft er ein Stück nach Westen entlang der Landesstraße 3249, wobei er die Burgruine Reichenbach (522,3 m) südlich passiert und dann südwestwärts durch den südlichen Stadtteil Wickersrode fließt.
Hiernach erreicht der Vockebach den Schwalm-Eder-Kreis, in dem er – nach linksseitigem Einmünden des kleinen Weidelbachs – durch den nordöstlichen Spangenberger Stadtteil Vockerode-Dinkelberg fließt. Weiterhin entlang der L 3249 verlaufend mündet er etwa 3 km (Luftlinie) südlich dieser Doppelortschaft unweit südlich vom Hof Beieröde nach Unterqueren der L 3227 und der einstigen Trasse der Kanonenbahn auf 255 m Höhe in den dort von Osten kommenden Fulda-Zufluss Pfieffe.